# Nymphon giltayi
Nymphon giltayi is een zeespin uit de familie Nymphonidae. De soort behoort tot het geslacht Nymphon. Nymphon giltayi werd in 1948 voor het eerst wetenschappelijk beschreven door Hedgpeth. 